# Steinach (Svizzera)
Steinach (, toponimo tedesco) è un comune svizzero di 3 580 abitanti del Canton San Gallo, nel distretto di Rorschach.

## Geografia fisica
Il territorio di Steinach si estende sulla sponda sudorientale del lago di Costanza, lungo il corso inferiore dell'omonimo fiume immissario del lago.

## Storia
Il comune politico di Steinach è stato istituito nel 1803; dal suo territorio nel 1833 è stata scorporata la località di Berg (con Tübach), divenuta comune autonomo.

## Monumenti e luoghi d'interesse
- Chiesa parrocchiale cattolica dei Santi Giacomo e Andrea in località Untersteinach, eretta nel 1742-1743 da Jakob Grubenmann[3];
- Cappella cattolica di Obersteinach, eretta nel 1674[3];
- Rovine della torre fortificata Steinerburg, fatta costruire nel 1200 circa dai Von Steinach e ricostruita nel 1230[3][4].

## Società

### Evoluzione demografica
L'evoluzione demografica è riportata nella seguente tabella:
Abitanti censiti

## Geografia antropica

### Frazioni

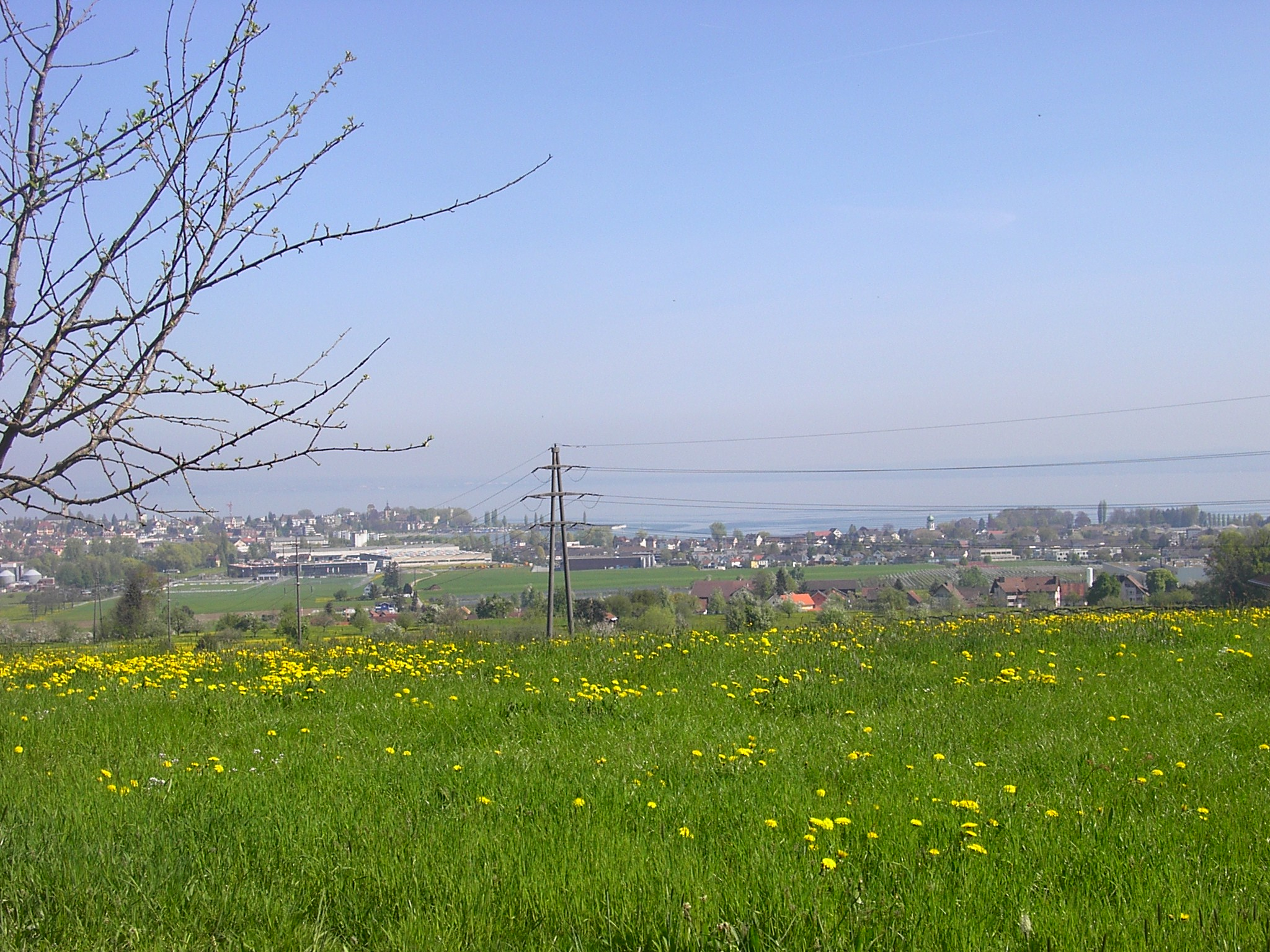
Obersteinach

Le frazioni di Steinach sono:
- Engensberg
- Haslen
- Karrersholz
- Obersteinach
- Untersteinach

## Economia
L'economia locale si basa prevalentemente sull'artigianato e sull'industria.

## Infrastrutture e trasporti
Steinach è attraversato dalla strada principale 13 ed è servito dall'omonima stazione sulla ferrovia Sciaffusa-Rorschach (linea S7 della rete celere di San Gallo); il porto di Steinach è servito dalle linee di navigazione del lago di Costanza (Weiße Flotte).